# Gregory Sanabria
Gregory Antonio Sanabria Tarazona (c. 1993) es un activista venezolano. En 2014 fue detenido por funcionarios de seguridad en el marco de manifestaciones políticas y fue recluido en El Helicoide por más de tres años. Tanto la organización de derechos humanos Foro Penal como su universidad calificaron la detención como arbitraria. En 2018 sufrió una golpiza durante su reclusión, lo cual fue el motivo principal que causó el motín en El Helicoide. En 2022 salió a Estados Unidos y pidió asilo político.
En 2025, tras presentarse voluntariamente a un control rutinario de su proceso de solicitud de asilo, fue detenido por funcionarios del Servicio de Inmigración y Control de Aduanas (ICE). Amnistía Internacional advirtió que Sanabria podÍa enfrentar persecución nuevamente en Venezuela, pidiéndole a las autoridades estadounidenses que su derecho de asilo fuese respetado y que se le otorgara protección internacional.

## Biografía
Sanabria fue estudiante de ingeniería informática en la Universidad Nacional Experimental del Táchira (UNET) en San Cristóbal. El 7 de octubre de 2014 fue detenido por funcionarios del Cuerpo de Investigaciones Científicas, Penales y Criminalísticas (CICPC) en el marco de manifestaciones pidiendo la libertad de presos políticos y mejoras de las condiciones de vida en Venezuela. Al día siguiente, el 8 de octubre, fue trasladado a El Helicoide, en Caracas. El Ministerio Público le imputó los cargos de "alteración del orden público" y de "incitación a la violencia", cargos comunes usados contra los opositores ese año, además del delito de conspiración para la rebelión. Tanto la organización de derechos humanos Foro Penal como la Universidad Nacional Experimental del Táchira calificaron su detención como arbitraria.
En diciembre de 2016 Gregory realizó una huelga de hambre junto con otros 13 reclusos, incluyendo el diputado Renzo Prieto, para generar atención sobre sus casos, y en 2017 participó en varias protestas en El Helicoide. Las protestas generaron represalias por parte de los custodios, incluyendo el aislamiento, la prohibición de visitas de familiares, y la privación a luz solar o a aseos.
El 16 de mayo de 2018 recibió una golpiza en El Helicoide que le produjo una fisura en el cráneo, fractura en la nariz y contusiones. La golpiza de Sanabria el motivo principal del motín en El Helicoide el mismo día. Gregory fue trasladado el 18 de mayo al Hospital Militar de Caracas, donde fue diagnosticado y se le indicó que necesitaba una intervención quirúrgica. A pesar de su condición, fue trasladado nuevamente al Helicoide. Su siguiente traslado al hospital fue pautado para el mes siguiente, el 21 de junio. Posteriormente fue liberado en junio, tras más de tres años de detención.
Gregory emigró a Estados Unidos en 2022, cruzando el tapón del Darién y llegando hasta la frontera mexicana. En Estados Unidos se presentó inmediatamente ante las autoridades y pidió asilo político, donde pasó la entrevista por miedo creíble e ingresó. Se radicó en Houston, Texas, donde trabajó en labores de construcción y en la reparación de aires acondicionados.
El 12 de junio de 2025, tras presentarse voluntariamente a un control rutinario de su proceso de solicitud de asilo en una corte de inmigración, fue detenido por funcionarios del Servicio de Inmigración y Control de Aduanas (ICE) y recluido en el Centro de Procesamiento de Montgomery, en Texas. El exdiputado opositor venezolano Renzo Prieto denunció la detención en redes sociales, y el congresista estadounidense por Florida, Mario Díaz-Balart, pidió en una carta enviada al Departamento de Seguridad Nacional que Sanabria no fuese deportado, expresando que su vida estaría en grave peligro y: "Me preocupa cada vez más el creciente número de casos en Estados Unidos de personas que han huido de regímenes opresivos y están siendo detenidas con miras a una posible deportación". El 14 de junio Amnistía Internacional advirtió que Sanabria podÍa enfrentar persecución nuevamente en Venezuela, pidiéndole a las autoridades estadounidenses que le respetaran su derecho a solicitar asilo y que le otorgaran protección internacional.